# Свиня Альбрехта Дюрера

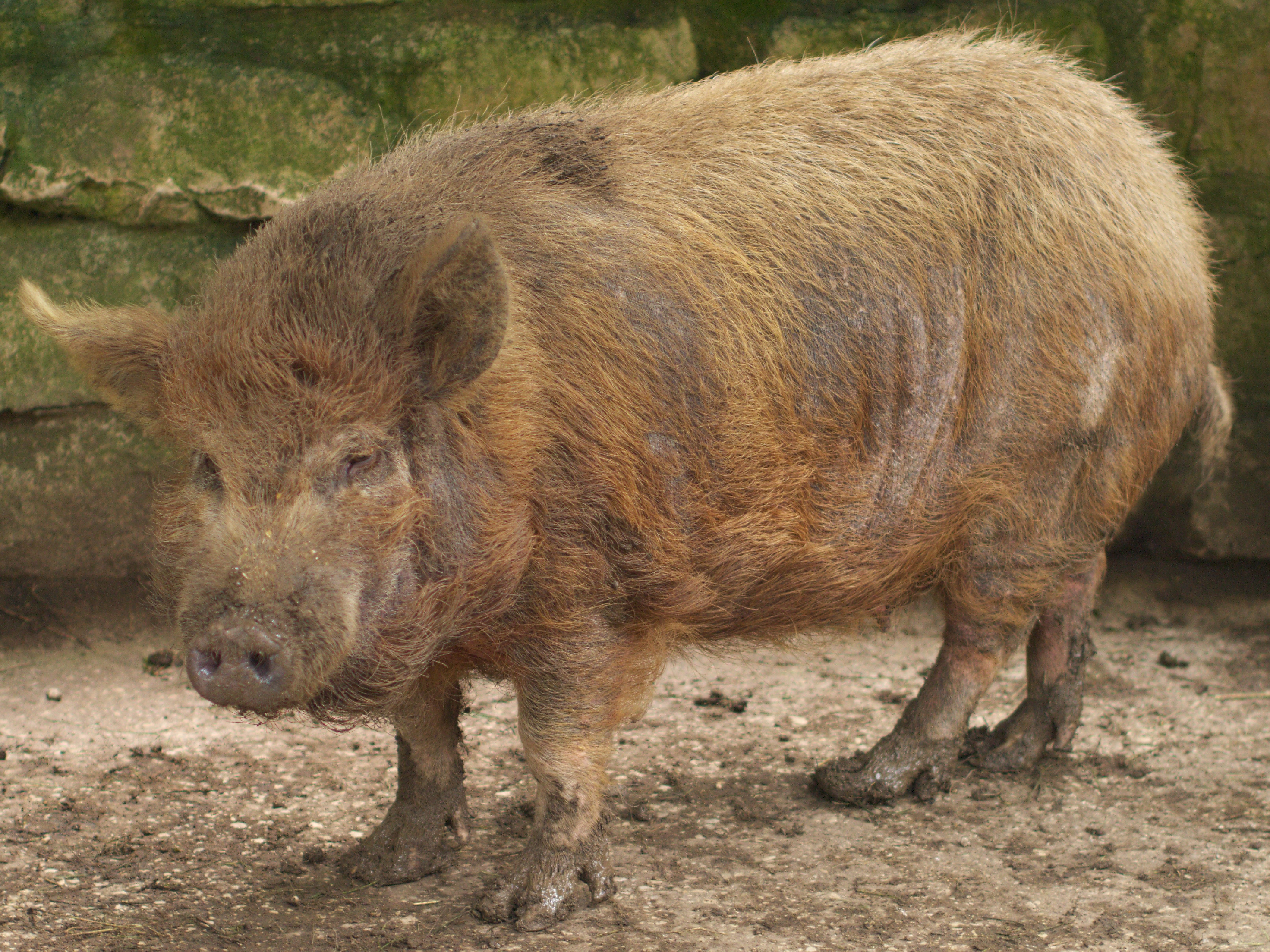
Свиня Альбрехта Дюрера в лісопарку Гундсгаптен, Форхгайм, Верхня Франконія

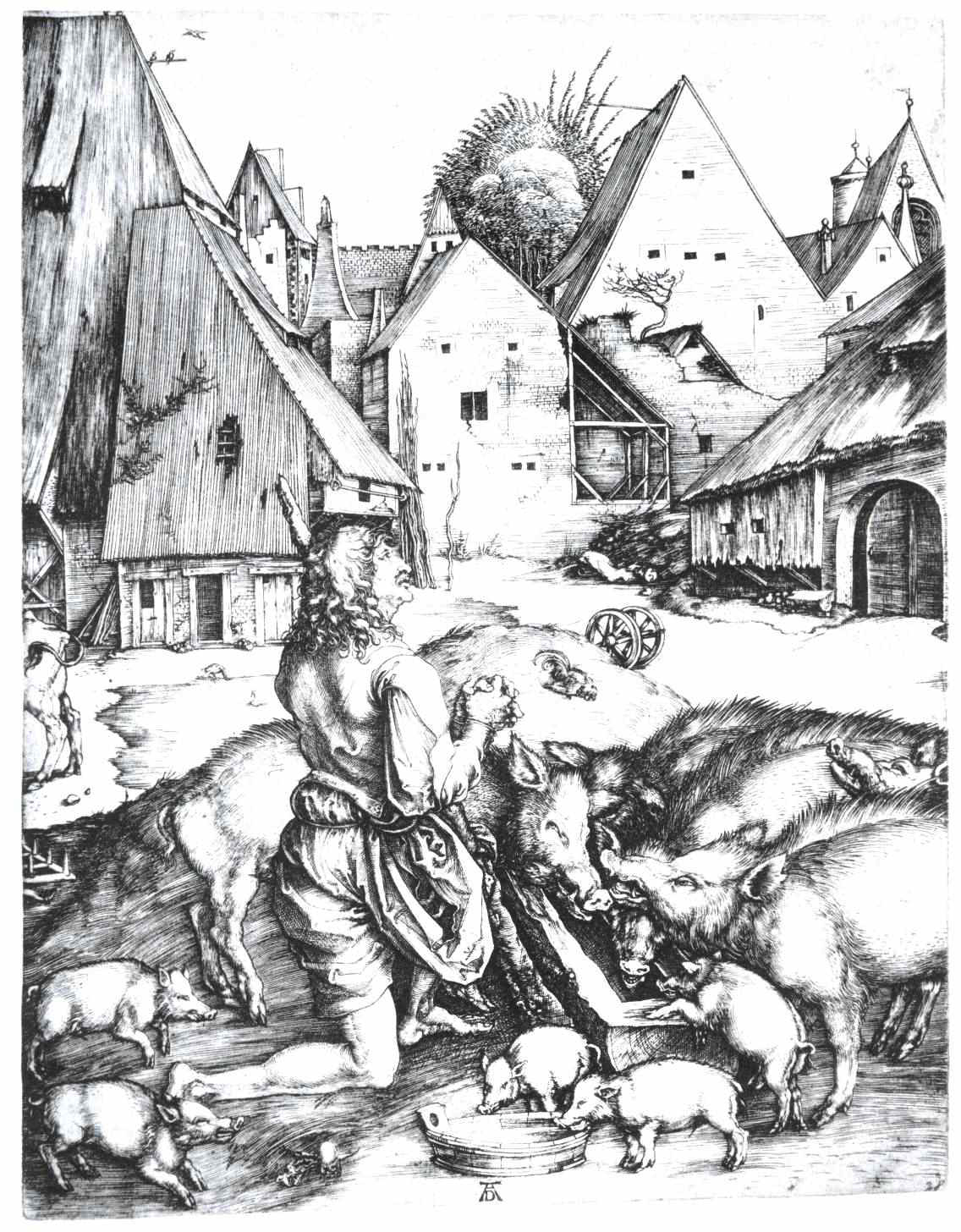
Зображення середньовічної свійської свині на гравюрі Альбрехта Дюрера «Блудний син» (бл. 1496)

Свиня Альбрехта Дюрера (нім. Albrecht-Dürer-Schwein) — порода свиней, виведена шляхом зворотньої селекції домашньої свині часів середньовіччя. При виведенні цієї породи селекціонери спиралися на малюнки і гравюри німецького художника Альбрехта Дюрера.

## Історія
В ході подальшої селекції така домашня свиня, яка існувала в часи середньовіччя, вимерла. Про те, як виглядали домашні свині в той час, можна дізнатися завдяки німецькому художнику Альбрехту Дюреру, який реалістично відтворив тогочасних домашніх свиней на багатьох своїх малюнках і гравюрах. Спираючись на твори Дюрера селекціонери змогли вивести домашню свиню часів середньовіччя.
Сьогодні свиню Альбрехта Дюрера тримають переважно в зоопарках, аби продемонструвати відвідувачам зовнішній вигляд домашньої свині близько 1500 року. Деякі екземпляри цієї породи можна побачити, наприклад, в лісопарку Гундсгаптен у районі Форхгайм, Верхня Франконія або у Франконському музеї просто неба в Бад-Віндсгаймі.